# Lac Merritt
Pour les articles homonymes, voir Merritt.
Le lac Merritt (en anglais : Lake Merritt) est un  lac, soumis à la marée, provenant de la région de la baie de San Francisco dans le centre d'Oakland, en Californie.
Entouré par la ville, il est historiquement significatif en tant que premier refuge officiel de la faune des États-Unis, désigné en 1870, et classé en tant que National Historic Landmark depuis 1963 et sur le Registre national des lieux historiques depuis 1966.
Le lac comporte des rives herbeuses et plusieurs îles artificielles destinées aux refuges d'oiseaux. Un centre d'interprétation, un centre nautique et un parc d'attractions — le Children's Fairyland (en) — s'y trouvent également. Un sentier de marche et de jogging longe son périmètre.